# Заторский, Франциск
Франциск Заторский (Franciszek; ум. 1849) — писатель

, переводчик и педагог XIX века.

## Биография
Франциск Заторский родился в 1800 году в Литве. По окончании университета в Вильне Заторский занялся педагогической деятельностью, сперва в Виленском учебном округе, потом (с 1832 года) — в Варшавском округе.
Под конец жизни Ф. Заторский состоял преподавателем в Седлецкой гимназии. 
Франциск Заторский скончался в 1849 году в городе Варшаве.
Заторский известен как оригинальный писатель и как переводчик; им, в частности, был сделан перевод (с русского) «Очерков по всеобщей истории» Кайданова (Варшава, 1832 г.), выдержавший шесть изданий, и составлен указатель к истории России Устрялова (Варшава, 1841 и 1850 гг.).